# خوسيه لويس غونزالز دافيلا
خوسيه لويس غونزالز دافيلا (بالإسبانية: José Luis González Dávila)‏ (مواليد 14 سبتمبر 1942) هو لاعب كرة قدم. يلعب مع منتخب المكسيك لكرة القدم. سبق له أن لعب في كأس العالم لكرة القدم مع منتخب بلاده.

## روابط خارجية
- خوسيه لويس غونزالز دافيلا على موقع الاتحاد الدولي (مؤرشف)  (الإنجليزية)
- خوسيه لويس غونزالز دافيلا على موقع قاعدة بيانات كرة القدم.إي يو (الإنجليزية)
- خوسيه لويس غونزالز دافيلا على موقع ناشيونال فوتبول تيمز (الإنجليزية)
- خوسيه لويس غونزالز دافيلا على موقع أوليمبيديا (الإنجليزية)